# Каприци
Каприци (или Капричоси) су серија од 80 графика шпанског сликара Франсиска Гоје, чија је главна тематика критика и сатира шпанског друштва крајем 18. вијека, нарочито племства и римокатоличког свештенства.
У првом дијелу Каприца, Гоја ради критички и сатиричан осврт на понашања и предрасауде својих сународника, не одступајући од реализма. Други дио чине графике са бићима из фантазије, представљени у делирантним ситуацијама.
За израду графика, користи се различитим графичким техникима, бакрописом, акватинтом, и сувом иглом. Карактеристичне деформације физиономије и тијела представљају пороке и људске глупости, претварајући се у моментима у монструозне кријатуре.
Гоја је био добро повезан са покретом просвјетитељства у Шпанији и дијелио је са својим колегама многа размишљања о недостацима и проблемима тадашњег шпанског друштва.
Југословенски исљеници у Француској су Јосипу Брозу 11. маја 1956. поклонили једанаест листова из серије Каприци, који се данас налазе у Београду.

## Галерија
|  |  |  |

|  |  |  |  |